# Karosa B 932

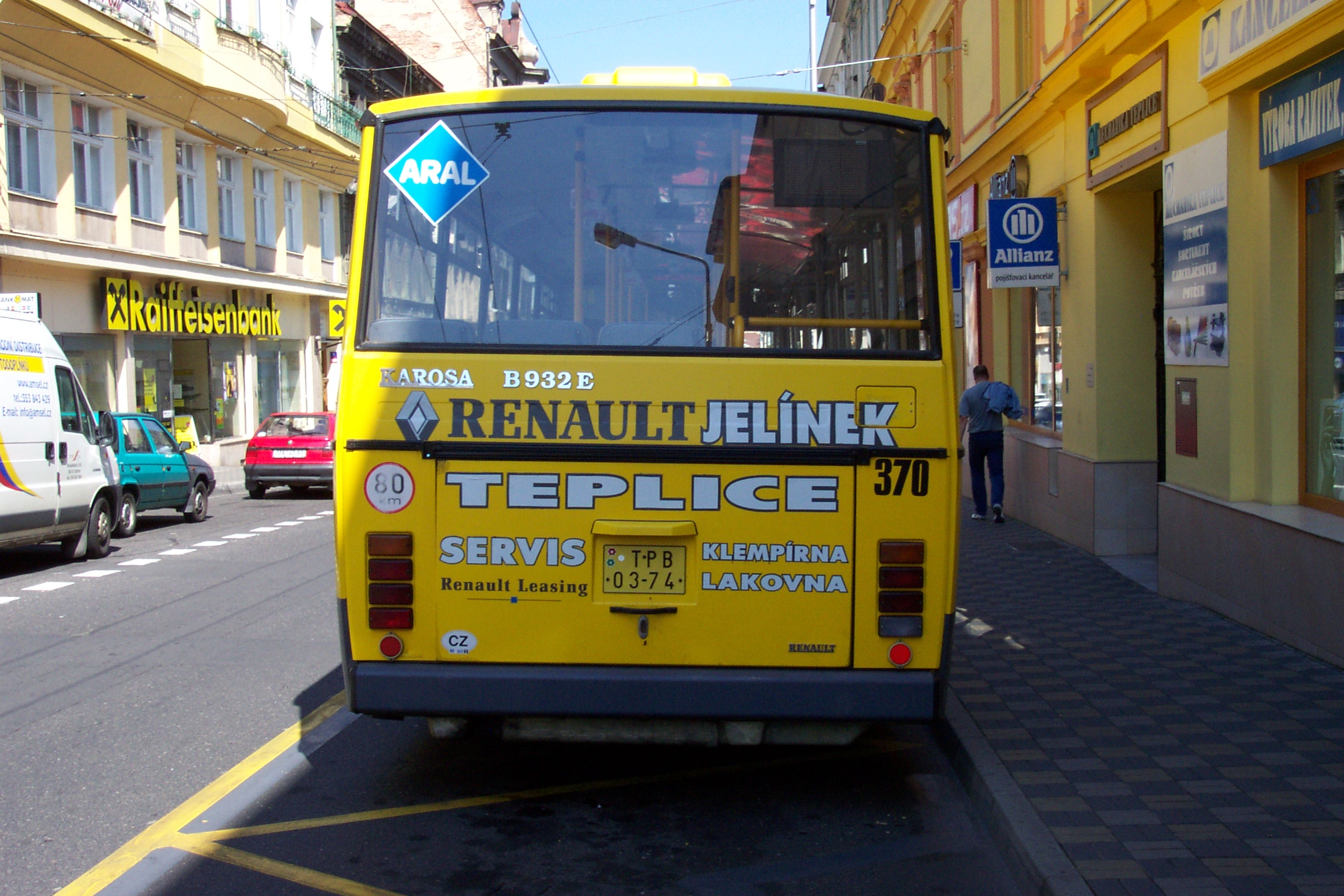
Karosa B 932E

Karosa B 932 — городской автобус, выпускавшийся заводом Karosa в 1996—2002 годах. Пришёл на смену автобусу Karosa B732 и выпускался параллельно с Karosa B832.

## Описание
Кузов автобуса полусамонесущий, рамный. Двигатель расположен сзади. Задняя подвеска — Detva, передняя подвеска — LIAZ.
Трансмиссия автобуса механическая, поскольку он также может позиционироваться, как пригородный. Передняя и задняя части частично имеют сходства с автобусами Karosa 700-й серии. Сиденья в салоне пластиковые, покрыты тканью.
Вход в салон производится через три двери выдвижного типа.
С 1999 года производился модернизированный вариант B932E.

## Модельный ряд
- Karosa B 932.1672 — двигатель Liaz.
- Karosa B 932.1676 — двигатель Liaz.
- Karosa B 932.1678 — двигатель Liaz[1].
- Karosa B 932.1680, B 932E.1680 — двигатель Renault, задняя часть от автобусов 700-й серии.
- Karosa B 932E.1688 — двигатель Liaz.
- Karosa B 932E.1690 — двигатель Liaz.
- Karosa B 932E.1694 — двигатель Renault.